# Glacier Guyot
Pour les articles homonymes, voir Guyot.
Le glacier Guyot est un glacier d'Alaska aux États-Unis situé dans le borough de Yakutat. Long de 55 km, il est situé dans la partie orientale des monts Robinson. Il débute à 9 km du pic Yaga et se dirige en direction de l'est-sud-est vers la baie Icy, au sud des collines Guyot et à 117 km de Yakutat. Il est bordé par le glacier Yahtse sur sa face nord-est.
Son nom lui a été donné par l'expédition du New York Times en 1886, en l'honneur d'Arnold Henri Guyot.